# 多倫多動物園
多倫多動物園（英語：Toronto Zoo）位於加拿大安大略省多倫多士嘉堡，隸屬多倫多市政府，佔地287公頃（710英畝），為全國規模最大的動物園。現時園內有超過460種物種，超過5,000隻動物。
多倫多市内首座動物園——河谷動物園（Riverdale Zoo）——於1888年開幕。第二次世界大戰過後，市内開始出現興建新動物園的呼聲。大多倫多市於1967年通過在士嘉堡紅河谷興建新動物園，首份主要工程合約於1971年批出，而動物園則於1974年8月15日以大多倫多市動物園（Metropolitan Toronto Zoo）之名開幕。隨著大多倫多市及其轄下六個城鎮於1998年合併成新的多倫多市，動物園亦於同年改為現稱。
動物園董事局於2011年決定關閉園内的非洲大象展館，並嘗試找尋另一所擁有美國動物園暨水族館協會（AZA）認證的場所接收三頭非洲大象，但並不成功，而市政府則於同年10月通過將三頭大象送到位於美國加州的PAWS動物保育所。AZA後於2012年宣佈取消多倫多動物園的認證；原因可能是動物園將大象送到沒有AZA認證的PAWS保育所。

## 外部連結
- 维基共享资源上的相關多媒體資源：多倫多動物園
- （英文）Toronto Zoo（页面存档备份，存于）－多倫多動物園官方網站